# Helga Flatland
Helga Flatland (Notodden, Norvégia, 1984. szeptember  16.) norvég írónő, regényeken kívül gyermekkönyveket is ír.

## Életpályája
Flatdalban nőtt fel (Seljord mellett, (Telemark megye). Három évig Skienben, Henrik Ibsen szülővárosában a középiskolában drámát, zenét is tanult (ott működik az Ibsen Színház). Ezután az Oslói Egyetemen skandináv nyelv és irodalom szakot végzett (más forrás szerint a bergeni egyetemen). Tanulmányait az oslói Westerdals School of Communication magániskolában folytatta, ahol a hároméves kommunikációs képzés részeként szövegírást is tanult. 
Részben az iskolán írt szövegekből kialakult első regénye (2010) megkapta a fiatal kritikusok díját és a Tarjei Vesaas díjat. A regény egy trilógia első részének bizonyult, amely Tarjei, Trygve és Kristian, az afganisztáni háborúba indult három fiatalról és hozzátartozóikról szól. A két további rész 2011-ben és 2013-ban jelent meg. A kötetek címe nyersfordításban:
- Maradj, ha tudsz. Ha kell, utazz (2010)
- Mindenki haza akar menni. Senki sem akar visszatérni (2011)
- Nincs egész (2013)

En moderne familie (Egy modern család) című regénye 2017-ben elnyerte a Norvég Könyvkereskedők Szövetségének díját)

## Könyvei
- 2010 – Bli hvis du kan. Reis hvis du må, regény
- 2011 – Alle vil hjem. Ingen vil tilbake, regény
- 2013 – Det finnes ingen helhet, regény
- 2015 – Vingebelastning, regény
- 2015 – Eline får besøk, gyerekkönyv
- 2016 – Eline overnatter, gyerekkönyv
- 2017 – En moderne familie, regény, (a Norvég Könyvkereskedők Szövetségének díja)
- 2020 – Et liv forbi, regény[5]

### Regényei magyarul
A 2017-ben díjat nyert sikerkönyve magyarul a 92. ünnepi könyvhétre jelent meg:
- Egy modern család (En moderne familie), ford. Medgyesi Ágota (Prae Kiadó, Bp., 2021)[6][7]